# Thrombocytopoïèse

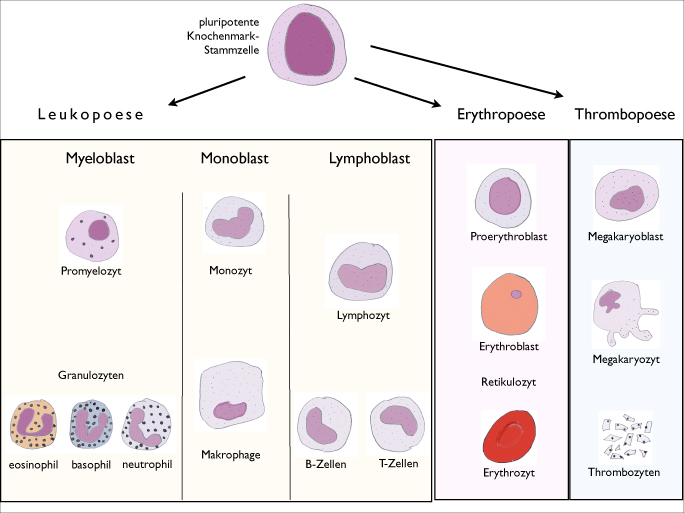
Hématopoïèse et à droite, la voie de la thrombocytopoïèse aboutissant à la formation des thrombocytes ou plaquettes.

La thrombocytopoïèse ou thrombopoïèse est l'ensemble des processus de production des thrombocytes ou plaquettes  dans la moelle osseuse rouge à partir de cellules souches hématopoïétiques totipotentes. C'est une des voies de la formation des cellules sanguines ou hématopoïèse.